# Unterseeboot 372
Le Unterseeboot 372 (ou U-372) est un sous-marin allemand (U-Boot) de type VII.C utilisé par la Kriegsmarine (marine de guerre allemande) pendant la Seconde Guerre mondiale.

## Construction
L'U-372 est un sous-marin océanique de type VII C. Construit dans les chantiers de Howaldtswerke AG à Kiel, la quille du U-372 est posée le 17 novembre 1939 et il est lancé le 8 mars 1941. L'U-372 entre en service un mois et demi plus tard.

## Historique
Mis en service le 19 avril 1941, l'Unterseeboot 372 suit son temps d'entraînement initial sous les ordres du Kapitänleutnant Heinz-Joachim Neumann à Kiel en Allemagne au sein de la 1. Unterseebootsflottille jusqu'au 1er juillet 1941, puis l'U-372 rejoint son unité de combat toujours dans la 1. Unterseebootsflottille, à la base sous-marine de Brest. À partir du 14 décembre 1941, il est affecté à la 29. Unterseebootsflottille à La Spezia.
L'U-372 réalise six patrouilles de guerre, toutes sous les ordres du Kapitänleutnant Heinz-Joachim Neumann, dans lesquelles il coule trois navires marchands ennemis pour un total de 11 751 tonneaux et un navire de guerre auxiliaire de 14 650 tonneaux au cours de ses 162 jours en mer.
En vue de la préparation à sa première patrouille, l'U-372 quitte le port de Kiel le 17 juin 1941 pour se rendre à Horten en Norvège deux jours plus tard, le 18 juin 1941. Puis le 22 juin 1941, l'U-372 reprend la mer pour rejoindre Trondheim le 25 juin 1941.
Pour sa première patrouille, il quitte le port de Trondheim le 9 juillet 1941.
Le 5 août 1941, après le naufrage de deux navires du convoi SL-81 fortement escorté, l'U-Boot est attaqué à son tour par le cargo britannique Volturo, appuyé par la corvette d'escorte HMS Zinnia. Cette dernière fait feu sur l'U-372 et tente de l'éperonner. L'U-Boot plonge et échappe à la contre-attaque.
Le 12 août 1941, à 8 h 55 dans le golfe de Gascogne, un bombardier Bristol Blenheim britannique de la RAF surprend l'U-372 par une attaque avantagée par la couverture nuageuse. Une première bombe anti-sous-marine de 250 livres explose à environ 35 mètres de la proue de l'U-Boot et une deuxième lui est lancée peu de temps après que l'U-372 ait plongé. Bien que l'U-Boot ne soit pas endommagé, il fait face à des difficultés observées par l'équipage de l'avion : la poupe de l'U-Boot reste visible un temps au-dessus de l'eau jusqu'à ce qu'il disparaisse dans une mare d'huile remontée par une bulle d'air.
Après 36 jours en mer et le succès de deux navires marchands coulés pour un total de 8 341 tonneaux, il arrive le 13 août 1941 à Brest.
Au cours de sa troisième patrouille, il quitte le théâtre d'opérations de l'océan Atlantique pour celui de la Méditerranée
Lors de sa cinquième patrouille, le 30 juin 1942, il coule le HMS Medway, navire de ravitaillement de sous-marins de la Royal Navy.
Sa sixième patrouille commence le 27 juillet 1942 en partant de l'Île de Salamine. Après 29 jours en mer, l'U-372 est coulé le 4 août 1942 en Méditerranée au sud-ouest de Haïfa, à la position géographique de 32° 28′ N, 34° 37′ E par des charges de profondeur des destroyers britanniques Sikh (F82) et Zulu (F18) et les destroyers d'escorte britanniques Croome (L62) et Tetcott (L99) ainsi que des charges de profondeur lancées par un bombardier Vickers Wellington britannique (Squadron 221).
Les quarante-huit membres d'équipage survivent à cette attaque. Ils sont faits prisonniers de guerre.

## Affectations successives
- 1. Unterseebootsflottille à Kiel du 19 avril au 1er juillet 1941 (entrainement)
- 1. Unterseebootsflottille à Brest du 1er juillet au 13 décembre 1941 (service actif)
- 29. Unterseebootsflottille à La Spezia du 14 décembre 1941 au 4 août 1942 (service actif)

## Commandement
- Kapitänleutnant Heinz-Joachim Neumann 19 avril 1941 au 4 août 1942

## Patrouilles
|       | Commandant                   | Départ            | Départ          | Arrivée          | Arrivée   | Jours     | Succès   |
| ----- | ---------------------------- | ----------------- | --------------- | ---------------- | --------- | --------- | -------- |
|       | Kptlt. Heinz-Joachim Neumann | 17 juin 1941      | Kiel            | 18 juin 1941     | Horten    | 2 jours   |          |
|       | Kptlt. Heinz-Joachim Neumann | 22 juin 1941      | Horten          | 25 juin 1941     | Trondheim | 4 jours   |          |
| 1     | Kptlt. Heinz-Joachim Neumann | 9 juillet 1941    | Trondheim       | 13 août 1941     | Brest     | 36 jours  | 8 341    |
| 2     | Kptlt. Heinz-Joachim Neumann | 10 septembre 1941 | Brest           | 13 octobre 1941  | Brest     | 34 jours  | 3 410    |
| 3     | Kptlt. Heinz-Joachim Neumann | 13 novembre 1941  | Brest           | 16 décembre 1941 | La Spezia | 34 jours  |          |
| 4     | Kptlt. Heinz-Joachim Neumann | 17 janvier 1942   | La Spezia       | 31 janvier 1942  | La Spezia | 15 jours  |          |
| 5     | Kptlt. Heinz-Joachim Neumann | 15 juin 1942      | La Spezia       | 12 juillet 1942  | Salamine  | 28 jours  | 14 650   |
| 6     | Kptlt. Heinz-Joachim Neumann | 27 juillet 1942   | Île de Salamine | 4 août 1942      | Coulé     | 29 jours  |          |
| Total | Total                        | Total             | Total           | Total            | Total     | 162 jours | 26 401 t |

Note : Kptlt. = Kapitänleutnant

### Opérations Wolfpack
L'U-372 a opéré avec les Wolfpacks (meute de loups) durant sa carrière opérationnelle:
1. Brandenburg (15 septembre 1941 - 1er octobre 1941)
2. Störtebecker (16 novembre 1941 - 19 novembre 1941)
3. Steuben (19 novembre 1941 - 2 décembre 1941)

## Navires coulés
L'Unterseeboot 372 a coulé trois navires marchands ennemis pour un total de 11 751 tonneaux et un navire de guerre auxiliaire de 14 650 tonneaux au cours des six patrouilles (156 jours en mer) qu'il effectua.
| Date              | Nom            | Nationalité | Tonnage (GRT) | Convoi | Fait  |
| ----------------- | -------------- | ----------- | ------------- | ------ | ----- |
| 5 août 1941       | Belgravian     | Royaume-Uni | 3 136         | SL-81  | Coulé |
| 5 août 1941       | Swiftpool      | Royaume-Uni | 5 205         | SL-81  | Coulé |
| 19 septembre 1941 | Baron Pentland | Royaume-Uni | 3 410         | SC-42  | Coulé |
| 30 juin 1942      | HMS Medway     | Royal Navy  | 14 650        |        | Coulé |

### Source et bibliographie
- (en) Cet article est partiellement ou en totalité issu de l’article de Wikipédia en anglais intitulé « German submarine U-372 » (voir la liste des auteurs).
- Chris Bishop, historien militaire (trad. de l'anglais par Christian Muguet), Les sous-marins de la Kriegsmarine : 1939-1945 : le guide d'identification des sous-marins [« The spellmount submarine identification guide : Kriegsmarine U-boats 1939-1945 »], Paris, Éd. de Lodi, 2008, 192 p. (ISBN 978-2-84690-327-1)